# Encentrum mustela
Encentrum mustela är en hjuldjursart som först beskrevs av Colin Milne 1885.  Encentrum mustela ingår i släktet Encentrum och familjen Dicranophoridae. Inga underarter finns listade i Catalogue of Life.